# Hamad bin Isa al Khalifa
Hamad Bin Isa Al Khalifa, KCMG (Arabă: حمد بن عيسى آل خليفة) (născut la 28 ianuarie 1949 în Riffa, Bahrain) este actualul rege al Bahrain (din 2002), anterior a fost emir (din 1999). El este fiul lui Isa bin Salman al Khalifa.
A urmat Facultatea de drept de la Cambridge, Anglia, iar mai târziu colegiile militare din Regatul Unit (inclusiv Sandhurst) și Statele Unite ale Americii (inclusiv Fort Leavenworth).
Hamad Bin Isa Al Khalifa are un mare interes pentru păstrarea patrimoniului și continuă să participe la o serie de activități sportive și de hobby-uri, inclusiv vânătoare de șoimi, golf, pescuit, tenis si fotbal.

## Conducerea statului
După ce îi succede tatălui său, regele Hamad a adus zdrobitoare reforme politice în Regat care a inclus de la eliberarea tuturor prizonierilor politici, acordare a femeilor dreptul de vot, la organizarea de alegeri parlamentare democratice. Reformele au fost descrise de către Amnesty International ca reprezentând o "perioadă istorică a drepturilor omului". Țară a fost declarată un regat în 2002. Anterior a fost considerat un emirat și oficial, numit "stat". În 2002 a luat o poziție opozantă împotriva oricărei acțiuni "unilaterale" militară de către Statele Unite împotriva Irakului.

## Familia
El si soția sa, Sheikha Sabika bint Ibrahim Al Khalifa, au patru copii de viață:
- Alteța Sa Regală Salman bin Hamad bin Isa al Khalifa, moștenitorul tronului, născut la 21 octombrie 1969
- Alteța Sa Regală Abdullah, născut la 30 iunie 1975
- Alteța Sa Regală Khalifa, născut la 4 iunie 1977
- Alteța Sa regală Najla, născut la 20 mai 1981
- Alteța Sa Regală Nasser, născut la 8 mai 1987 (de la o altă soția)

Regele a mai avut un fiu (născut la 12 februarie 1991), Faisal Ibn Hamad Al Khalifa, care a murit la 15 ani, într-un accident de mașină pe 13 ianuarie 2006.